# Lewotanah Ole
Lewotanah Ole is een bestuurslaag in het regentschap Flores Timur van de provincie Oost-Nusa Tenggara, Indonesië. Lewotanah Ole telt 314 inwoners (volkstelling 2010).